# Karavanseráj

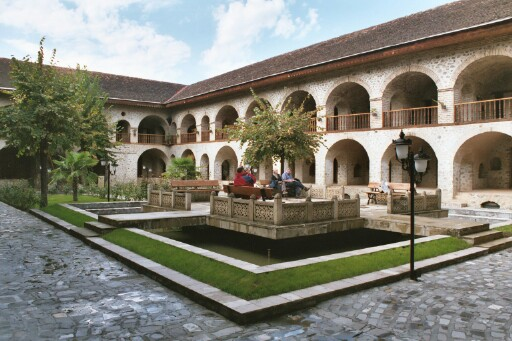
Karavanseráj Yuxari v Şəki v Ázerbájdžánu v současné době slouží jako hotel

Karavanseráj nebo karavansaraj (ázerbájdžánsky karvan saray, persky: كاروانسرا - kārvānsarā, turecky kervansaray) byl orientální hostinec umístěný u hlavních silnic, který sloužil k zotavení karavan.
Odpočívali zde lidé i jejich zvířata. Většinou šlo o velmi nákladné stavby obehnané ochrannou zdí a honosně zdobeným portálem.